# Первая отдельная красная добровольческая Западно-Сибирская стрелковая бригада
Первая отдельная красная добровольческая Западно-Сибирская стрелковая бригада — общевойсковое тактическое соединение РККА.

## История
Образовано 11 мая 1920 года по приказу Сибревкома. Формировалась с 13 мая по 11 июля 1920 года Западно-Сибирским военным округом.
Насчитывала 7 371 красноармейца и 263 лица командного состава. На 80 % состояла из добровольцев, среди которых было много бывших красных партизан и интернационалистов, и наполовину из коммунистов. Имела в своем составе 2 стрелковых полка, лёгкий артиллерийский дивизион, отдельный кавалерийский эскадрон, подразделения разведки, связи и тыла. 17 июля 1920 началась ее отправка из Омска в Харьков для использования на Западном (Польском) фронте. 9 августа 1920 из Омска вышел последний эшелон.
Во время передислокации бригада получила новое назначение - на Юго-Западный (Врангелевский) фронт. 16 августа 1920 поступила в распоряжение 46-й стрелковой дивизии 13-й армии (начальник И.Ф. Федько), принявшей главный удар врангелевцев. С 18 августа вела бои в Северной Таврии против элитной Дроздовской дивизии, имевшей на вооружении бронемашины, танки и поддерживаемой авиацией и бронепоездами. За полмесяца тяжелейших боев потеряла убитыми, ранеными и пленными большую часть командования и около 70 % рядового состава.
Расформирована 8 сентября 1920 года приказом командующего 13-й армией И.П. Уборевича, а ее остатки влиты в 85-ю стрелковую бригаду.

### Состав
1-й стрелковый полк
- Командир- Кривчиков, Александр Эммануилович

2-й стрелковый полк
лёгкий артиллерийский дивизион,
отдельный кавалерийский эскадрон,
подразделения разведки, связи и тыла.

## Командование
- Командир - Е. М. Мамонтов,
- начальник штаба - А.А. Ведерников,
- военный комиссар - Е.Ф. Картамышев.

1-й стрелковый полк
- Командир- Кривчиков, Александр Эммануилович

2-й стрелковый полк